# مشيطية
مشيطية (الاسم العلمي: Ctenidia)، جنس خنافس وحيد النوع من فصيلة خنافس الزهرة المتشقلبة.